# 柳原弘
柳原 弘（やなぎはら ひろし）は、山崎豊子の小説『白い巨塔』に登場する、架空の人物。

## 解説
浪速大学病院第一外科医局員。宮崎県東臼杵郡北川町出身。父親は郵便局長。
入局後は東貞蔵の元で胸部外科を専攻。土地を売ってまで学費を捻出してくれた父親以外に周囲の支援を得られず、奨学金で医学部を出た苦学生。自身と似た境遇を持ちながら高い手腕を以って名医と呼ばれるまでになった財前五郎に強い憧れを持っており、その間近で学べる事に喜びを感じている。
しかし、後任教授選に端を発する医学部の旧態依然とした動向、それに伴う財前の様々な工作に巻き込まれ、自身の将来に対する不安や良心の呵責の中で苦悩する。
第一内科から紹介された噴門癌患者、佐々木庸平を担当する。教授回診の際、念の為に胸部断層撮影を申し出るが、財前は即座に却下する。その後、佐々木庸平を初診した第一内科・里見脩二助教授から呼び出され、「断層撮影はしたか? していないならば早くするように」と勧められるが、教授の許可なしには出来ないと断る。里見がその事で財前と口論となり、柳原は「何故、いちいちそんな事をよその科の助教授に言う必要があるんだ!」などと咎められ、その後暫くの間はこのような財前教授と里見助教授の板ばさみに遭って苦労する。佐々木庸平の手術では第一助手を務めるが、こうした一連のやり取りを忘れてしまうほどその手技に感服する。
術後1週間ほどで佐々木庸平の容態が急変。家族の強い要請で財前の診察を請うが財前は「術後肺炎だから抗生物質で叩け」の一点張りでにべも無く、抗生物質の効きが悪いと訴えても応じず、しまいには「君は医局に入局して一体何年になるんだ!」と面罵。家族のためにも一度でもいいから往診してあげて欲しい、という柳原の依頼にも応じなかった。
佐々木の容態は改善せず、ついに呼吸困難の発作を起こす。胸腔穿刺をしたところ、血性の胸水が吸引された。柳原は、渡航中の財前の代診の金井助教授に診察を依頼。酸素テント、カンフルなどの措置を施したが、佐々木は死亡した。里見が遺族を説得して遺体は大河内教授により病理解剖に附され、その結果胃噴門部の癌が肺に転移し、その転移巣の急激な増悪によって癌性肋膜炎を発症、それにより胸水が貯留して呼吸困難を起こしたという結論に達した。その結果を聞いた遺族は財前への告訴を決意する。そして、柳原は里見の許可を得て、里見の名で佐々木の死を電報でドイツにいた財前に伝える。
財前の帰国後は、告訴されて怒り狂った財前に「間抜け」呼ばわりされて当り散らされ、ついにはカルテまで投げつけられるが、その後に財前は態度を急変。「将来を考えるなら、自分の指示通りに証言するように」と圧力をかけられる。
第一審で被告・財前側の証人として出廷した柳原は、原告側の証人として出廷した里見と相対する。原告代理人の関口弁護士の鋭い尋問、更には対質尋問にまで持ち込まれる。挙句の果てには被告側弁護人からも「あなたの措置に何か欠けるところがあったのではないか?」と、責任転嫁のような尋問をされるが、柳原は「自分が未熟であった為に」と答弁する。その夜は佃講師以下有志による慰労会が催されたが、柳原は良心の呵責にさいなまれ、美酒に酔うような心境ではなかった。
第一審の判決では被告側の勝訴に終わったが、原告側は控訴する。財前は学位に加えて老舗薬局の令嬢野田華子との縁談まで持ちかけて硬軟取り混ぜて囲い込みを図る。しかし、関口弁護士の訪問、人伝に聞いた佐々木商店の窮状、大河内教授からの一言など、常に葛藤にさいなまれる柳原の心は晴れない。医局は財前教授の学術会議戦立候補で混乱し、数少ない親しい後輩である江川達郎は組織票への見返りに人材供出される事になり、舞鶴総合病院に出向した。江川は舞鶴に行く直前に、「自分は財前の過失の証拠を知っている」と柳原にほのめかし、柳原は動揺する。その上、出廷直前に佃、安西ともに料亭で行われた壮行会に出た際に、泥酔した安西から、江川が選挙の票と引き換えに供出された事を聞かされ内心激怒する。
第二審でも被告側証人として出廷した柳原は、関口弁護士の鋭い質問にたじたじとなった上に原告の佐々木よし江に泣きつかれたが、何とか勤めおおせた。しかし、その後に行われた財前教授の学術会議当選を祝う医局内の祝宴では、財前は｢君はうれしくないのかね?｣と、さもお前はもう御用済みだと言わんばかりの冷淡な態度で下戸の柳原を揶揄、江川の事もあり、柳原は激しく憤る。
次の公判での当事者尋問の際、財前は関口弁護士の尋問で言葉尻を捉えられて窮地に立ち、「転移の疑いがあるから注意するよう指示したのに、受持医がそれを怠った」と柳原に責任転嫁する発言をする。積年の忍従と屈辱が爆発した柳原は「嘘です!」と絶叫しながら法廷内に走り出る。在廷証人として財前と対質尋問で対決した柳原は真実
を証言。裁判長からなぜ今まで黙っていたのか、と問われて「大学と財前の名誉、自身の医局内での立場や将来のジッツ（系列病院での地位）を考えての事でしたが、自分に責任を転嫁する財前の言葉を聞いて考えが変わった。酷い、あまりにも酷すぎます!」と訴えた。それに対し財前は柳原をノイローゼだと決め付け、法廷では「気違い!」という野次と怒号が飛び交い一時紛糾した。さらに、河野正徳弁護士からは「偽証罪で訴える」と脅されるが、柳原は「これまでの発言で偽証罪に問われても悔いは無い」と発言。結局、裁判長が双方に一ヶ月以内の書証申請を命じてその日の裁判は閉廷した。
その日の夜、証拠物件を持っていない事に煩悶しつつ自室で関口弁護士と話し合っていた柳原に、江川から「ショウコアル」との電報が届く。大阪駅で江川を出迎えた柳原は、「もう我慢できなかった。許せなかった」と江川と共に積もり積もった思いを打ち明ける。医局の抄読会記録係をしていた江川が持ち出した記録は、財前の誤診の決定的な証拠となるものであった。　
柳原は以降、病気と称して大学に行く事をやめ、財前は柳原を除籍にこそしなかったが事実上追放して系列病院及び大学へ行く道を断った。その後、野田家からは破談の手紙一枚を送りつけられる（引越しの日になって柳原は初めて中身を読んだ）。そして、次の公判で柳原は江川とともに出廷し、柳原の口添えで江川は在廷証人として財前と対決した。
控訴審は財前は敗訴し、そのまま病に倒れる。判決の翌日、柳原は浪速大学に辞表を提出した。里見は柳原に恩師・東が院長を勤める近畿労災病院への就職を斡旋したが、柳原はこれまでの偽証を償うべく、一人高知県の無医村、檮原町松原地区に旅立つ事を決めた。父親に申し訳ないと思いつつアパートを引き払い、里見の家を訪れた際、柳原の強い意思を知った里見から「無医村で学位論文ができたら僕に送ってくれたまえ、東先生と相談してしかるべき大学で学位を取れるよう力添えをしよう」と言われる。それを聞き、里見の浪速大辞職が自分の偽証のせいだと自責の念を抱いていた柳原は感極まってしまう。そして、財前を見舞ってはどうかと勧める里見に対して、「第一審からの3年間、医師としての良心の呵責に苦しんだ事を考えると、偽証してしまった自分以上に財前は絶対許せない」と拒否する。その後、佐々木よし江の元を訪れて謝罪しようとしたが、共販所での佐々木親子の厳しい現状を見て自身の甘さを恥じて黙って共販所を通り過ぎ、その日の夜行で檮原へ発った。
なお、財前は手術後に東の往診を受けた際、術後の佐々木庸平を一度でもいいから往診して欲しいと頼んだ柳原の事を思い出したが、あくまで彼を憎み続け、臨終の際まで罵倒した。